# العلاقات العمانية السنغافورية
العلاقات العمانية السنغافورية هي العلاقات الثنائية التي تجمع بين سلطنة عمان وسنغافورة.

## مقارنة بين البلدين
هذه مقارنة عامة ومرجعية للدولتين:
| وجه المقارنة                                              | سلطنة عمان    | سنغافورة                                                             |
| --------------------------------------------------------- | ------------- | -------------------------------------------------------------------- |
| المساحة (كم2)                                             | 309.50 ألف    | 719                                                                  |
| عدد السكان (نسمة)                                         | 4.64 مليون    | 5.89 مليون                                                           |
| الكثافة السكانية (ن./كم²)                                 | 14.99         | 819.19 ألف                                                           |
| العاصمة                                                   | مسقط          | سنغافورة                                                             |
| اللغة الرسمية                                             | اللغة العربية | لغة إنجليزية، اللغة الملايو، اللغة الصينية القياسية، اللغة التاميلية |
| العملة                                                    | ريال عماني    | دولار سنغافوري                                                       |
| الناتج المحلي الإجمالي (بليون دولار)                      | 72.64 مليار   | 323.91 مليار                                                         |
| الناتج المحلي الإجمالي (تعادل القوة الشرائية) بليون دولار | 179.49 مليار  | 472.59 مليار                                                         |
| الناتج المحلي الإجمالي الاسمي للفرد دولار أمريكي          | 15.55 ألف     | 52.89 ألف                                                            |
| الناتج المحلي الإجمالي للفرد دولار أمريكي                 | 38.63 ألف     | 82.76 ألف                                                            |
| مؤشر التنمية البشرية                                      | 0.793         | 0.925                                                                |
| رمز المكالمات الدولي                                      | +968          | +65                                                                  |
| رمز الإنترنت                                              | عمان          | .sg                                                                  |
| المنطقة الزمنية                                           | ت ع م+04:00   | ت ع م+08:00، توقيت سنغافورة المنسق ‏                                  |

## منظمات دولية مشتركة
يشترك البلدان في عضوية مجموعة من المنظمات الدولية، منها:
| علم المنظمة | اسم المنظمة                               | تاريخ انضمام سلطنة عمان | تاريخ انضمام سنغافورة |
| ----------- | ----------------------------------------- | ----------------------- | --------------------- |
|             | مؤسسة التنمية الدولية                     | 1973                    | 27 سبتمبر 2002        |
|             | يونسكو                                    | 10 فبراير 1972          | 8 أكتوبر 2007         |
|             | وكالة ضمان الاستثمار متعدد الأطراف        | 1989                    | 24 فبراير 1998        |
|             | الأمم المتحدة                             | 7 أكتوبر 1971           | 21 سبتمبر 1965        |
|             | الاتحاد البريدي العالمي                   | ?                       | ?                     |
|             | البنك الدولي للإنشاء والتعمير             | 1971                    | 3 أغسطس 1966          |
|             | المنظمة الهيدروغرافية الدولية             | ?                       | ?                     |
|             | الاتحاد الدولي للاتصالات                  | 28 أبريل 1972           | 22 أكتوبر 1965        |
|             | منظمة حظر الأسلحة الكيميائية              | ?                       | ?                     |
|             | مؤسسة التمويل الدولية                     | 1973                    | 4 سبتمبر 1968         |
|             | المركز الدولي لتسوية المنازعات الاستشارية | 1995                    | 13 نوفمبر 1968        |
|             | منظمة التجارة العالمية                    | 2000                    | ?                     |
|             | منظمة الشرطة الجنائية الدولية             | ?                       | ?                     |

## وصلات خارجية
- موقع وزارة الخارجية العمانية
- موقع وزارة الخارجية السنغافورية